# 齊仲無佚
齊仲無佚（?—?），姬姓，魯国季孙氏，名無佚，世稱齊仲無佚，是鲁桓公的孙子，季友的儿子。齐仲无佚早亡，季友之后由齐仲无佚之子季孙行父，继承为季孙氏第二代宗主。